# クレメンゼン還元
クレメンゼン還元（クレメンゼンかんげん、Clemmensen reduction）は、亜鉛アマルガムを用いて塩酸などの強酸性の溶媒中でケトンやアルデヒドのカルボニル基を還元してメチレン基にする化学反応である。
1913年にエリック・クレメンゼンによって報告された。水に溶けにくい基質では酢酸やメタノール、ジオキサンを補助溶媒とする。また、トルエンを溶媒として二相系で反応を行うこともある。このようにすると、亜鉛アマルガムの表面に樹脂状の副生成物が固着して反応が停止するのを防止することができる。
原報は反応条件としてはかなり激しいため適用できる基質が限定されること、また水銀を使用するため、現在では有機合成に使われることはまれとなっている。代わりに塩化水素の無水酢酸、ジエチルエーテル、ジオキサン等の溶液中で亜鉛粉末を加えて行う非水系の改良法が知られており、こちらが適用される。
亜鉛アマルガムの表面で起こっている反応のため反応機構の詳細は明らかではない。しかし、アルコールはこの条件ではメチレン基へと還元されないため、アルコールは反応中間体ではないと推定されている。カルボニル基の還元により、Zn-C-OH の構造が生成した後、これからヒドロキシ基が脱離してカルベン錯体のようになり、これがプロトン化されてメチレン基となる機構が提唱されている。